# Гексафторосиликат кальция
Гексафторосиликат кальция — неорганическое соединение,
соль кальция и кремнефтористоводородной кислоты с формулой CaSiF6,
бесцветные кристаллы,
слабо растворяется в воде,
образует кристаллогидраты.

## Получение
- Реакция гидроокиси кальция и кремнефтористоводородной кислоты:

{\displaystyle {\mathsf {Ca(OH)_{2}+H_{2}SiF_{6}\ {\xrightarrow {}}\ CaSiF_{6}+H_{2}O}}}

## Физические свойства
Гексафторосиликат кальция образует бесцветные кристаллы
тригональной сингонии,
пространственная группа R 3,
параметры ячейки a = 0,53497 нм, c = 1,35831 нм, Z = 3.
Слабо растворяется в холодной воде, разлагается в горячей.
Образует кристаллогидрат состава CaSiF6•2H2O бесцветные кристаллы
моноклинной сингонии,
пространственная группа P 21/n,
параметры ячейки a = 1,048107 нм, b = 0,918272 нм, c = 0,572973 нм, β = 98,9560°, Z = 4 .

## Химические свойства
- Разлагается при нагревании:

{\displaystyle {\mathsf {CaSiF_{6}\ {\xrightarrow {370^{o}C}}\ CaF_{2}+SiF_{4}}}}

## Применение
- Используется как флотационный агент, для защиты древесины, в текстильной промышленности [2].
- Используется как белый пигмент в производстве керамики.